# Меч в камне (мультфильм)
«Меч в ка́мне» (англ. The Sword in the Stone) — полнометражный мультфильм в жанре фэнтези, и 18-й, выпущенный Walt Disney Productions в 1963 году. Экранизация одноимённого романа (1938) Теренса Хэнбери Уайта, снятая по сценарию Билла Пита. Кассовые сборы в США составили 12 миллионов долларов.

## Сюжет
В основе мультфильма лежит сказание о короле Артуре. В фильме показано детство Артура, до того, как он стал королём и был простым слугой при дворе циничного дворянина рыцаря Эктора и его заносчивого и невнимательного сына Кея. Обитатели замка обижают Артура и дают ему кличку «Клоп» за маленький рост.
Мерлин — пожилой волшебник и изобретатель, живущий в лесной избушке вместе со своим говорящим филином Архимедом. Мерлин показан не таким таинственным и угрюмым, как в легендах. Наоборот, он предстаёт как немного неуклюжий и смешливый старичок. Мерлин умеет предсказывать будущее и узнавать о разных изобретениях, которые могут создать ещё через 600-700 лет. При этом он считает себя самым могущественным волшебником в мире.
Однажды Мерлин предугадывает, что к нему на чай придёт 12-летний мальчик. Им оказывается Артур, который побежал в лес искать пропавшую стрелу Кея. Сам же Артур мечтает стать оруженосцем Кея, который готовится к рыцарскому турниру. Тот, кто выиграет турнир, станет королём всей Англии.
В тот же день Артур возвращается в замок сэра Эктора вместе с Мерлином. Мерлин берёт Артура в ученики, превращает в животных и обучает наукам. Однажды они встретились со злой Ведьмой Мим, Мерлин вызвал её на дуэль и выиграл.
В канун Рождества Кея посвятили в рыцари, но его оруженосец Хоббс заболел и на эту должность назначили Артура.
На турнире в Лондоне выяснилось, что Артур забыл меч Кея на постоялом дворе. Вернувшись туда, Артур оказался перед запертыми воротами (все ушли на турнир). Случайно он заметил на церковном дворе воткнутый в камень меч, забрал его и принёс Кею. Легенда гласила, что вытянувший этот меч из камня станет королём Англии. Артуру не поверили, что он извлёк меч из камня, так как до него это не удавалось ни одному рыцарю. (Меч появился через несколько дней после смерти предыдущего короля, и поскольку другие варианты не оправдали надежд, а наследников у монарха не было, силы богов призвали меч в камне, что дало им возможность выбрать короля. Но все кандидаты провалились, о мече позабыли, а страна так и осталась без короля и попала в мрачные времена, как было показано в начале мультфильма.)
Эктор вернул меч обратно в камень и предложил Артуру вновь его вытащить. Кей заявил, что раз меч уже извлекали, теперь это может сделать любой, и попробовал сам вытащить меч, но ни у него, ни у других это не получилось. Однако Артур вновь вынул меч из камня и был провозглашён королём. Увидев это, Эктор попросил у Артура прощения за всё, что тот от него натерпелся, и велел своему сыну Кею поклониться новому королю. Немного позже возвращается Мерлин, который отлучался для путешествия на Бермуды. Узнав, что произошло в его отсутствие, Мерлин даёт слово, что никогда не покинет Артура.

## Создатели
- Автор сценария: Билл Пит
- Экранизация произведения Т. Х. Уайта
- Ведущие аниматоры: Фрэнк Томас, Милт Каль, Олли Джонстон, Джон Лаунсбери
- Анимация персонажей:
  - Хэл Кинг
  - Эрик Ларсон
  - Эрик Клиуорт
  - Джон Сибли
  - Клифф Нордберг
  - Хэл Эмбро
  - Дик Н. Лукас (в титрах как «Дик Лукас»)
- Аниматоры эффектов: Дэн МакМанус, Джек Бойд, Джек Бакли
- Дизайн персонажей: Милт Каль, Билл Пит
- Лэй-ауты:
  - Дон Гриффит
  - Бэзил Дэвидович
  - Вэнс Джерри
  - Сильвия Рёмер (в титрах как «Сильвия Кобб»)
  - Дэйл Барнхарт
  - Гомер Джонас
- Художники-декораторы:
  - Уолт Пиргой
  - Билл Лэйн
  - Эл Демпстер
  - Энтони Риццо
  - Ральф Хьюлетт
  - Фил Моттола
- Руководитель производства: Кен Питерсон
- Звукооператор: Роберт О. Кук
- Монтажёр: Дональд Хэллидэй
- Музыкальный редактор: Эвелин Кеннеди
- Композитор: Джордж Брунс
- Оркестровка: Фрэнклин Маркс
- Текст песен Ричарда М. Шермана, Роберта Б. Шермана
- Художник-постановщик: Кен Андерсон
- Режиссёр: Вольфганг Рейтерман

## Роли озвучивали
- Себастьян Кэбот — сэр Эктор / текст от автора
- Карл Суэнсон — Мерлин
- Рикки Соренсен, Ричард Райтерман, Роберт Райтерман — Артур Пендрагон (он же Клоп)
- Джуниус Мэттьюс — Архимед, говорящий филин Мерлина
- Джинни Тайлер — молодая белка
- Марта Уэнтуорт — мадам Мим / старая белка
- Норман Олден — сэр Кей
- Алан Напье — сэр Пеллинор

### Не указанные в титрах
- Барбара Джо Аллен — судомойка сэра Эктора
- Фред Дэриан — менестрель в начале фильма
- Тьюдор Оуэн — рыцарь в толпе
- Тёрл Рэйвенскрофт — сэр Барт, он же Чёрный Рыцарь

## Ремейк
В 2015 году на страницах The Hollywood Reporter было заявлено, что Дисней начал разработку экранизации с живыми актёрами, которая будет прокручиваться на потоковом сервисе Disney+ с Брайаном Когманом в качестве сценариста и Бригамом Тейлором в качестве продюсера. В январе 2018 года было объявлено, что Хуан Карлос Фреснадильо станет режиссёром фильма. Основные съёмки фильма начались 24 сентября 2018 года в Белфасте, столице Северной Ирландии. 17 сентября 2018 года к проекту присоединился кинематографист Энрике Чедьяк.